# Hipercelica
Hipercelica je opisni pojem s katerim opišemo element politopa ali teselacije. Običajno je to element, ki ima eno razsežnost višjo kot celica.  
Politop v 5-razsežnem prostoru (5-politop) ali teselacija v 4-razsežnem prostoru  se lahko obravnava kot, da je sestavljena iz 4-razsežnih hipercelic, trirazsežnih celic, 2-razsežnih stranskih ploskev, 1-razsežnih robov in 0-razsežnih oglišč. 
Kot zgled naj služi 5-razsežni penterakt (5-hiperkocka), ki je sestavljen iz 10 teseraktičnih hipercelic. Tudi 4-razsežno teseraktično satovje je zgrajeno iz teseraktičnih hipercelic. Hipercelice lahko imenujemo tudi facete, ki predstavljajo višjerazsežne elemente likov. 